# 52455 Масаміка
52455 Масаміка (52455 Masamika) — астероїд головного поясу, відкритий 6 січня 1995 року.
Тіссеранів параметр щодо Юпітера — 3,350.